# Storåsen
Storåsen är ett naturreservat i Härjedalens kommun i Jämtlands län.
Området är naturskyddat sedan 2003 och är 1 053 hektar stort. Reservatet omfattar en dalgång med omgivande fjäll och består av kalfjäll, barrskog och myrmark. 